# Epítet
Un epítet (del grec ἐπίθετον, 'adjectiu') és un adjectiu que remarca una qualitat inherent a la cosa designada del substantiu. S'usa per emfasitzar aquesta qualitat inherent al substantiu en qüestió, i no pas per a especificar-lo o determinar-lo. Com a segona definició, també pot ser un qualificatiu elogiós o injuriós donat a algú, com és el cas dels sobrenoms o epítets de monarques.

## Exemples literaris
Homer n'usa molts, com ara els termes Eos Rododàctila ('d'enrojolats dits') i Eos Erigenia ('l'aurora que aviat surt') per a referir-se a Eos.
Ton delicat fullatge
que sota lo cel blau l'embat oneja.
(J. Lluís Pons i Gallarza)
Entre ells la pura neu se descobria.
(Francesc Vicent Garcia)

## Exemple del llenguatge publicitari
Bell, confortable i Volkswagen.
(Volkswagen Polo)

## Exemples polítics
En el cas de monarques, el "sobrenom", "malnom" o "apel·latiu" també es pot anomenar epítet.
Per exemple:
- Guifré el Pilós
- Jaume el Conqueridor
- Martí l'Humà
- Ricard Cor de Lleó,

etc.